# Wat als? (Vlaanderen)
Wat als? was een Vlaams komisch sketchprogramma van productiehuis Shelter dat onder meer werd bekroond met een Emmy Award. Het programma bestaat uit verschillende losstaande sketches die telkens beginnen met de vraag: Wat als...?. Het antwoord op deze vraag, wordt gespeeld in de sketch. Deze hilarische scènes worden afgewisseld met 'Voxpops'. In deze rubriek stelt acteur Nico Sturm Wat als...?- vragen aan passanten op straat.
Het eerste seizoen werd ontwikkeld in 2010 en uitgezonden op 2BE in het voorjaar van 2011. Het tweede seizoen werd in mei 2012 opgenomen en op 2BE uitgezonden in het voorjaar van 2013. Het derde seizoen werd opgenomen in de lente en zomer van 2016 en was te zien op VTM in het najaar van 2016. Sindsdien zijn er veel heruitzendingen uitgezonden geweest op 2BE, VTM en Q2 (de opvolger van 2BE). In 2018 werden er uitzonderlijk vier sketches gemaakt naar aanleiding van Rode Neuzen Dag. Op 1 januari 2020 werd een gloednieuwe kerstspecial uitgezonden.
In 2012 werd er een Nederlandse versie uitgezonden door RTL 4.

## Acteurs
| Acteur                  | Personage       |
| ----------------------- | --------------- |
| Ruth Beeckmans          | 25 afleveringen |
| Sara De Bosschere       | 16 afleveringen |
| Koen De Graeve          | 16 afleveringen |
| Janne Desmet            | 1 aflevering    |
| Bert Haelvoet           | 25 afleveringen |
| Günther Lesage          | 25 afleveringen |
| Luc Nuyens              | 16 afleveringen |
| Jeroen Perceval         | 8 afleveringen  |
| Barbara Sarafian        | 12 afleveringen |
| Ben Segers              | 25 afleveringen |
| Matteo Simoni           | 8 afleveringen  |
| Nico Sturm              | 25 afleveringen |
| Charlotte Timmers       | 9 afleveringen  |
| Bruno Vanden Broecke    | 25 afleveringen |
| Peter Van den Eede      | 9 afleveringen  |
| Robrecht Vanden Thoren  | 25 afleveringen |
| Charlotte Vandermeersch | 25 afleveringen |

## Gastrollen
| Acteur               | Personage      |
| -------------------- | -------------- |
| Mario Goossens       | 2 afleveringen |
| Mauro Pawlowski      | 2 afleveringen |
| Johan Kalifa Bals    | 2 afleveringen |
| Tim Lemmens          | 2 afleveringen |
| Robin Keyaert        | 2 afleveringen |
| Jarne Heylen         | 1 aflevering   |
| Koen Wauters         | 1 aflevering   |
| Adriaan Van den Hoof | 1 aflevering   |
| Tom Lanoye           | 1 aflevering   |
| Chris Willemsen      | 1 aflevering   |
| Herman Brusselmans   | 1 aflevering   |
| Garry Hagger         | 1 aflevering   |
| Philippe Geubels     | 1 aflevering   |
| Wim Helsen           | 1 aflevering   |
| Evy Gruyaert         | 1 aflevering   |
| dEUS                 | 1 aflevering   |
| Triggerfinger        | 1 aflevering   |
| Jaak Van Assche      | 1 aflevering   |
| Urbanus              | 1 aflevering   |
| William Boeva        | 1 aflevering   |
| Filip Peeters        | 1 aflevering   |
| Chris Lomme          | 1 aflevering   |
| Bart Cannaerts       | 1 aflevering   |
| Ruben Block          | 1 aflevering   |
| Josse De Pauw        | 1 aflevering   |
| Emiel Ravijts        | 1 aflevering   |
| Paul Van Bruystegem  | 1 aflevering   |
| Dirk Van Dijck       | 1 aflevering   |
| Tom Barman           | 1 aflevering   |
| Alan Gevaert         | 1 aflevering   |
| Klaas Janzoons       | 1 aflevering   |

## Prijzen
In 2013 won Wat als? de Gouden Roos. Dit is het meest prestigieuze Europese festival voor amusementsprogramma's. Drie jaar na Benidorm Bastards was het de tweede Gouden Roos voor productiehuis Shelter. Ook in 2012 werd het programma al genomineerd.
In mei 2013 werd de Intermedia Globe Gold Award op het World Media Festival in het Duitse Hamburg gewonnen.
Zowel in 2012 als in 2013 won het programma een prijs op het Banff Television Festival, voor respectievelijk Beste Comedy en Beste Entertainment Programma.
Op 8 december 2013 won het televisieprogramma de prijs voor Beste Sketchshow op de Comedy Awards in Montreux.
Op 24 november 2014 won Wat als? de International Emmy Award in de categorie comedy, nadat ze hiervoor ook in 2012 al genomineerd waren.